# Adelphenaldis striatipetiolata
Adelphenaldis striatipetiolata är en stekelart som beskrevs av Fischer 2003. Adelphenaldis striatipetiolata ingår i släktet Adelphenaldis och familjen bracksteklar. Inga underarter finns listade i Catalogue of Life.